# Brandeburgo (provincia)
La provincia del Brandeburgo (in tedesco: Provinz Brandenburg) fu una provincia del Regno di Prussia e dello Stato Libero di Prussia dal 1815 al 1946. La capitale era in origine Potsdam, prima di essere spostata a Berlino nel 1827, poi ancora a Potsdam nel 1843 e infine a Charlottenburg nel 1918.

## Storia
La provincia del Brandeburgo fu creata dalla maggioranza del territorio di quello che prima era stato il Margraviato del Brandeburgo, che era sotto il governo della Prussia dal 1618 con gli Hohenzollern. La principale differenza territoriale era che il confine occidentale della provincia era stato portato ad est del fiume Elba, con la regione dell'Altmark (ad est dell'Elba) che era passata alla Provincia della Sassonia. La regione del Neumark, ad est dell'Oder fu mantenuta dal Brandeburgo come Bassa Lusazia.
La legge sulla "Grande Berlino" del 1920 separò la città di Berlino dal Brandeburgo, per formare una provincia separata. La legge espanse anche i confini di Berlino, incorporando molti distretti e città che la circondavano, per formare la Grande Berlino.
Nel 1946, dopo la fine della seconda guerra mondiale, il Brandeburgo a est della linea Oder-Neiße fu ceduto alla Polonia, per formare il voivodato di Poznań. Il territorio rimanente, con lo scioglimento della Prussia, divenne un Land della zona di occupazione sovietica e pertanto della Repubblica Democratica Tedesca (Germania Est) nel 1949. In seguito alla riunificazione tedesca nel 1990, il Brandeburgo fu ristabilito come stato federale della Germania.